# Hainichen (interneringskamp)
Hainichen was een interneringskamp bij de plaats Hainichen, Saksen.

## Geschiedenis
Na de machtsovername van de nationaalsocialisten werden er overal in Duitsland kampen opgezet. Van 4 april tot 13 juni 1933 werd er in de Oederaner Straße in Hainichen een interneringskamp opgezet. Het kamp stond onder leiding van de Sturmabteilung (SA). Circa tweehonderd tot driehonderd mannen - meestal sympathisanten of leden van de linkse partijen - werden in het kamp gevangengezet. Later werden de gevangenen overgebracht naar het concentratiekamp Sachsenburg en Slot Colditz.